# Día de la Bandera
El Día de la Bandera es un día festivo relacionado con la bandera, ya sea un día designado para izar una determinada bandera nacional,  fue un acontecimiento histórico. Los días de la bandera suelen ser regulados en la legislación correspondiente o mediante un decreto del Jefe de Estado o del Gobierno de dicho país.

## Listado
Por orden cronológico: 
| País                         | Fecha                          | Detalles |
| ---------------------------- | ------------------------------ | --- |
| Italia                       | 7 de enero                     | La Festa del tricolore (Festival de la tricolor) conmemora la adopción de la bandera de Italia en 1797. |
| Canadá - Quebec              | 15 de febrero 21 de enero      | Día de la bandera nacional de Canadá conmemora la adopción de la bandera canadiense. Día de la Bandera de Quebec (en francés: Jour du Drapeau) conmemora el primer izamiento de la bandera de Quebec (21 de enero de 1948). |
| México                       | 24 de febrero                  | Es el día designado para celebrar uno de los símbolos patrios más queridos por los mexicanos; su bandera. Esta tradición comenzó en el año de 1934 cuando se aprobó la primera legislación sobre los símbolos patrios en México |
| República Dominicana         | 27 de febrero                  | Día de la Bandera. Ley 6085 del 22 de octubre de 1962. |
| Aruba                        | 18 de marzo                    | Día de la Bandera. Adopción de la bandera nacional el 18 de marzo de 1976. |
| Inglaterra                   | 23 de abril                    | Día de San Jorge. El día nacional de Inglaterra. |
| Islas Feroe                  | 25 de abril                    | |
| Polonia                      | 2 de mayo                      | Feriado introducido en 2004, que corresponde con el último día de la batalla en Berlín, cuando el ejército polaco izó su bandera en la Columna de la Victoria de Berlín. |
| Europa                       | 9 de mayo                      | Día de Europa conmemora la Declaración Schuman. |
| Haití                        | 18 de mayo                     | |
| Filipinas                    | 28 de mayo                     | |
| Estonia                      | 4 de junio                     | Día de la Bandera Nacional ("Eesti lipu päev"). Fecha en la que la Bandera de Estonia fue consagrada por primera vez en 1884. |
| Suecia                       | 6 de junio                     | Día de la bandera sueca ("Svenska flaggans dag") desde el siglo XIX, también se conmemora como Día Nacional de Suecia desde 1983. |
| Perú                         | 7 de junio                     | Día de la Bandera, que se celebra en el aniversario de la Batalla de Arica. |
| Estados Unidos               | 14 de junio                    | El Día de la Bandera de los Estados Unidos conmemora la adopción de la bandera de los EE. UU. |
| Uruguay                      | 19 de junio                    | |
| Argentina                    | 20 de junio                    | Día de la bandera argentina. |
| Finlandia                    | Festividad de San Juan (junio) | El Día de la bandera de Finlandia ("Suomen lipun päivä" o "Finlands flaggas dag") celebrado cada año desde 1934. |
| Chile                        | 9 de julio                     | Día de la Bandera. La fecha fue establecida en 1974 coincidiendo con la conmemoración del Combate de La Concepción en 1882. Previo a 1974, el Día de la Bandera se celebraba el 18 de octubre en conmemoración a la fecha en que se promulgó el decreto que estableció el actual diseño de la bandera chilena, ocurrido el 18 de octubre de 1817. |
| Nicaragua                    | 14 de julio                    | Día de la Bandera Nacional. Decreto Legislativo n.º 1908 "Ley sobre Características y Uso de los Símbolos Patrios" en La Gaceta Diario Oficial n.º 194, estableció que el Día de la Bandera Nacional es el 14 de julio de cada año, pues en esa fecha en 1970 fue abrogado el Tratado Chamorro-Bryan, que lesionaba la soberanía nicaragüense por parte de los Estados Unidos.                                                                                             |
| Hawái (Estados Unidos)       | 31 de julio                    | Celebrado desde 1990 |
| Venezuela                    | 3 de agosto                    | Aniversario del izado hecho por Francisco de Miranda de la Bandera Madre en La Vela de Coro, en 1806. Sustituye desde 2006 a la antigua fecha, 12 de marzo, que fue institucionalizada en 1963. |
| Colombia                     | 7 de agosto                    | La "Ley 28 de 1925" crea la Fiesta Nacional de la Bandera, la cual se celebra el 7 de agosto de cada año junto con la Batalla de Boyacá. |
| Pakistán                     | 11 de agosto                   | La Asamblea Nacional adoptó la bandera de Pakistán en este día. |
| Paraguay                     | 14 de agosto                   | El Congreso Extraordinario del 25 de noviembre de 1842 presidido por los Cónsules Mariano Roque Alonso y Don Carlos Antonio López, dispuso que se utilizara exclusivamente la tricolor del 15 de agosto de 1812 y no se enarbolara otro pabellón que no sea el así confirmado, ya con el agregado de los Escudos Nacionales, el oficial y el de Hacienda. Fue la octava y definitiva, aunque aún se hicieron algunos cambios en la proporción de la bandera del Paraguay . |
| Bolivia                      | 17 de agosto                   | Día de la Bandera. Aniversario de la creación de la primera bandera de Bolivia en 1825. |
| Guatemala                    | 17 de agosto                   | Día de la Bandera. Aniversario de la creación de la bandera. |
| Rusia                        | 22 de agosto                   | Conmemora el nacimiento de la bandera del diseño contemporáneo terminada la construcción del Soviet Supremo después de un fracasado intento de golpe de Estado en 1991. |
| Ucrania                      | 23 de agosto                   | Día de la bandera de Ucrania |
| Honduras                     | 1 de septiembre                | Día de la bandera de Honduras |
| Australia                    | 3 de septiembre                | Aniversario de la primera de izada de la bandera nacional de Australia en 1901. |
| Ecuador                      | 26 de septiembre               | "Día de la bandera nacional" ("Día de la Bandera Nacional"). Fecha en que la Bandera de Ecuador se estableció en 1860, dos días después de la Batalla de Guayaquil. |
|                              | 12 de octubre                  | Conmemora el descubrimiento de América. |
| Chahta Okla (Estados Unidos) | 16 de octubre                  | En conmemoración de la creación del Gran Sello de la Nación Choctaw en 1860. |
| Panamá                       | 4 de noviembre                 | Día de la bandera en Panamá, se celebra en Panamá el Día de la Bandera, como fiesta nacional. Con motivo de esta gran celebración se realizan actos conmemorativos como desfiles y ceremonias, en los cuales se le rinde tributo a la bandera. |
| Azerbaiyán                   | 9 de noviembre                 | Día de la Bandera Nacional ("Dövlət Bayrağı Günü"), adoptada en 2009. que conmemora el primer izamiento de la Bandera de Azerbaiyán el 9 de noviembre de 1918. |
| Oklahoma (Estados Unidos)    | 16 de noviembre                | Día de la Bandera, adoptada en 1925. |
| Brasil                       | 19 de noviembre                | Día de la Bandera en Brasil, adoptada en 1889. |
| Albania                      | 28 de noviembre                | Día de la Independencia, 1912. |
| Escocia                      | 30 de noviembre                | Día de San Andrés, el día nacional de Escocia. |
| Portugal                     | 1 de diciembre                 | Feriado introducido en 1910 |
| Andalucía (España)           | 4 de diciembre                 | En conmemoración de las manifestaciones autonomistas de 1977. |